# Delphos, Kansas
Delphos là một thành phố thuộc quận Ottawa, tiểu bang Kansas, Hoa Kỳ. Năm 2010, dân số của xã này là 359 người.

## Dân số
Dân số các năm:
- Năm 2000: 469 người
- Năm 2010: 359 người